# Вавилово (Калининградская область)
Вавилово (Брегден до 1946 года) — поселок в составе муниципального образования Мамоновского городского округа Калининградской области.

## География
Посёлок Вавилово расположен на юго-западе области, в 4 км к северу от центра города Мамонова.

## История
Впервые населенный пункт упоминается в исторических документах в 1338 году, как владение знатного прусса.
С середины XV века имение принадлежало семье Массенбах. В 1640 году имение Брегден приобрел Фридрих фон дер Грёбен. Посредством бракосочетания имение перешло к семье фон Португалл. С 1766 года имение Брегден принадлежало роду фон Буттлар. В 1852 году Брегден приобрел Вильгельм Вен (1819—1869). Фредерика Клара Вен (1853—1902) вышла замуж за Отто Майера (1849—1933), коллекционера и выдающегося общественно-политический деятеля Восточной Пруссии. Последней владелецей Брегдена была Эльза Майер.
25 марта 1945 года Брегден был взят войсками 3-го Белорусского фронта, в 1950 году переименован в поселок Вавилово.

## Население
| 2002 | 2010 |
| ---- | ---- |
| 26   | ↘16  |